# Kitovyy Strait
Die Kitovyy Strait ist (englisch; russisch Пролив Китовый Proliw Kitowy, deutsch ‚Walstraße‘) ist eine 800 m breite Meerenge an der Küste des ostantarktischen Enderbylands. Sie verläuft zwischen den Thala Hills und den vorgelagerten McMahon-Inseln.
Luftaufnahmen entstanden 1956 bei den Australian National Antarctic Research Expeditions und 1957 bei einer sowjetischen Antarktisexpedition. Teilnehmer letzterer Forschungsreise benannten sie. Das Antarctic Names Committee of Australia übertrug diese Benennung 1972 in einer transkribierten Teilübersetzung ins Englische.